# KLING! KLANG!!
「KLING! KLANG!!」は、2015年1月21日に日本コロムビアより発売されたTWEEDEES1枚目のシングルである。

## 収録曲
1. KLING! KLANG!!
  - 作詞・作曲・編曲：沖井礼二